# Together - Live
Together - Live är ett livealbum från 1976 av bröderna Johnny och Edgar Winter. Albumet är inspelat 1975.

## Låtlista
1. "Harlem Shuffle" - 3:50
2. "Soul Man" - 3:01
3. "You've Lost That Lovin' Feelin'" - 5:19
4. "Rock & Roll Medley" - 6:02
  - "Slippin' & Slidin'"
  - "Jailhouse Rock"
  - "Tutti Frutti"
  - "Sick & Tired"
  - "I'm Ready"
  - "Reelin' and Rockin'"
  - "Blue Suede Shoes"
  - "Jenny Take a Ride"
  - "Good Golly Miss Molly"
5. "Let the Good Times Roll" - 3:25
6. "Mercey, Mercy" - 4:08
7. "Baby, Whatcha Want Me to Do" - 11:03

## Medverkande
- Johnny Winter - gitarr, sång
- Edgar Winter - saxofon
- Rick Derringer - gitarr
- Floyd Radford - gitarr
- Randy Jo Hobbs - bas
- Dan Hartman - piano
- Richard Hughes - trummor
- Chuck Ruff - trummor